# Baisha (île)
Pour les articles homonymes, voir Baisha.
L'île Baisha (chinois traditionnel: 白沙島; pinyin: Báishā dǎo), d'une superficie de 13,87 km2, est la plus grande île du canton de Baisha dans le comté de Penghu. La topographie de l'île est progressivement plate en partant du sud jusqu'au nord. Elle est reliée à l'île Xiyu par un pont mais séparée des autres îles périphériques. Elle produit du melon cantaloup, de la courge éponge et du melon hami. L'île est également appelée la patrie des melons et des fruits.
La rive nord de l'île, recouverte de sable fin, est jonchée de débris de corail. Le nom de l'île, Baisha (白沙) signifie "sable blanc" et provient de ses plages de sable blanc qui se sont formées à la suite d'une longue période d'accumulation de sédiments par l'action des vagues.
Selon les statistiques démographiques du Bureau des Affaires Civiles du comté de Penghu en août 2008, il y avait 5 384 habitants. L'île de Baisha est divisée en plusieurs villages parmi lesquels Zhongtun, Jiangmei, Chengqian, Zhenhai, Gangzi, Qitou, Chikan, Wadong, Houliao et Tongliang.

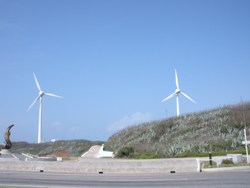
Moulin à vent de Zhongtun
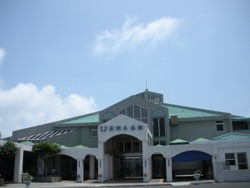
Aquarium de Penghu
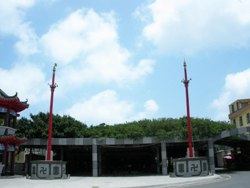
Tongliang Gurong
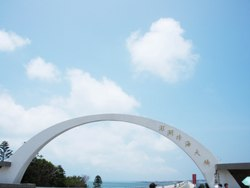
Pont maritime reliant Baisha à Xiyu